# 慧星一號文書處理系統
慧星一號中英文文書處理系統是一套建基於倚天中文系統或其相容中文系統的文書編輯系統，具備基本排版和列印功能。於微軟視窗中文版流行之前，作為一個專為支援編輯中文雙字節編碼文件，供非專業排版而設計的文書處理系統，曾被廣泛應用於香港。
慧星一號的文件副檔案名為.CWI，舊版的微軟中文版Word軟件曾有慧星一號的輸入模組，以便閱讀由慧星一號製作的檔案。